# Makhtar Thioune
El-Hadji Makhtar Thioune (Richard Toll, 5 agosto 1984) è un calciatore senegalese, centrocampista del Malmefjorden.

## Carriera

### Club
Thioune ha cominciato la carriera in patria, entrando a far parte delle giovanili del Linguère nel 2001. In occasione del campionato 2003-2004 è stato aggregato alla prima squadra. Nell'annata successiva è stato in forza al Port Autonome, sempre nella massima divisione locale.
Nel 2006, si è trasferito in Norvegia per giocare nello Sparta Sarpsborg, compagine militante in 1. divisjon, secondo livello del campionato. Ha esordito con questa maglia in data 9 aprile, subentrando a Tam Thien Tran nella sconfitta per 1-0 maturata sul campo del Bodø/Glimt. Il 13 maggio successivo ha segnato la prima rete, nella sconfitta casalinga per 2-3 contro il Sogndal. Ha chiuso la prima stagione in Europa con 21 presenze e 4 reti in campionato, attraverso cui ha contribuito al 10º posto finale della sua squadra. Rimasto allo Sparta Sarpsborg anche nella stagione seguente, ha disputato altre 25 presenze in campionato, mettendo a referto 3 reti: la squadra ha chiuso l'annata al 13º posto.
Nel 2008, il Sarpsborg si è unito allo Sparta Sarpsborg, già risultato di una fusione, per dare origine ad una nuova società denominata Sarpsborg Sparta. Thioune è rimasto in squadra per un'ulteriore stagione, in cui ha totalizzato altre 29 presenze ed una rete.
Nel 2009 si è trasferito al Molde, in Eliteserien. Thioune ha esordito nella massima divisione norvegese il 15 marzo di quello stesso anno, impiegato da titolare in occasione del successo esterno per 0-1 sul campo del Lyn Oslo. Il 22 marzo ha realizzato il primo gol, nel 3-1 inflitto al Bodø/Glimt. Ha chiuso la prima annata con 31 presenze e 6 reti tra campionato e coppa. In virtù delle sue prestazioni stagionali, è stato nominato miglior centrocampista del campionato.
Il 15 luglio 2010 ha avuto l'opportunità di debuttare nelle competizioni europee per club: è subentrato infatti ad Emil Johansson nel successo interno per 1-0 sullo Jelgava. Ha concluso la seconda annata con 23 presenze e 2 reti, tra tutte le competizioni. Rimasto in squadra per un'ulteriore stagione, Thioune ha contribuito alla vittoria finale del campionato 2011, il primo della storia del Molde.
Il 9 gennaio 2012 è passato in prestito dal Molde al Karlsruhe, fino al termine della stagione. Ha esordito in 2. Bundesliga in data 17 febbraio, sostituendo Aleksandre Iashvili nella vittoria casalinga per 2-0 sull'Energie Cottbus. In quella stagione, il Karlsruhe ha affrontato i play-out per mantenere il proprio posto nel campionato, in cui lo Jahn Regensburg ha avuto la meglio. Thioune è quindi tornato al Molde per fine prestito.
Ad agosto 2012, Thioune è stato ceduto al Viking a titolo definitivo. Il 12 agosto ha disputato la prima gara con questa casacca, sostituendo Veton Berisha nella vittoria casalinga per 3-0 sul Fredrikstad. Il 16 settembre ha trovato la prima rete, realizzando un calcio di rigore contro l'Hønefoss, partita terminata con un pareggio esterno per 2-2. Ha giocato 12 partite, con 2 reti, in quella porzione di stagione in squadra. È rimasto in forza al Viking per tre stagioni e mezza, totalizzando complessivamente 88 presenze e 5 reti, tra tutte le competizioni.
Svincolato dal Viking, Thioune è passato ai turchi del Şanlıurfaspor, militanti in 1. Lig, secondo livello del campionato locale. Ha disputato la prima partita con questa maglia il 17 gennaio, schierato titolare nella sconfitta per 3-2 sul campo dell'Adanaspor. Ha giocato 14 partite con questa maglia, tra campionato e coppa nazionale.
Libero da vincoli contrattuali, nel mese di gennaio 2017 ha sostenuto un infruttuoso periodo di prova all'Egersund. Il successivo 13 marzo ha così firmato un contratto con l'Alta, compagine militante in 2. divisjon. Ha esordito in squadra il 26 aprile, schierato titolare nel 5-1 inflitto al Senja: nel corso della stessa partita, valida per il primo turno del Norgesmesterskapet, ha trovato la prima rete con questa maglia. Ha lasciato la squadra al termine della stagione.
Il 21 marzo 2018, Thioune è stato ingaggiato ufficialmente dal Vidar.

### Nazionale
Thioune ha giocato 11 partite per il Senegal. Ha esordito il 23 maggio 2006, subentrando a David M'Bodji in occasione nel pareggio per 1-1 contro la Corea del Sud.

## Statistiche

### Presenze e reti nei club
Statistiche aggiornate al 12 aprile 2024.
| Stagione                | Club                    | Campionato              | Campionato | Campionato | Coppe nazionali | Coppe nazionali | Coppe nazionali | Coppe continentali | Coppe continentali | Coppe continentali | Supercoppe | Supercoppe | Supercoppe | Totale | Totale |
| Stagione                | Club                    | Comp                    | Pres       | Reti       | Comp            | Pres            | Reti            | Comp               | Pres               | Reti               | Comp       | Pres       | Reti       | Pres   | Reti   |
| ----------------------- | ----------------------- | ----------------------- | ---------- | ---------- | --------------- | --------------- | --------------- | ------------------ | ------------------ | ------------------ | ---------- | ---------- | ---------- | ------ | ------ |
| 2003-2004               | Linguère                | L1                      | ?          | ?          | CS              | ?               | ?               | -                  | -                  | -                  | -          | -          | -          | ?      | ?      |
| 2005                    | Port Autonome           | L1                      | ?          | ?          | CS              | ?               | ?               | -                  | -                  | -                  | -          | -          | -          | ?      | ?      |
| 2006                    | Sparta Sarpsborg        | 1D                      | 21         | 4          | CN              | ?               | ?               | -                  | -                  | -                  | -          | -          | -          | 21+    | 4+     |
| 2007                    | Sparta Sarpsborg        | 1D                      | 25         | 3          | CN              | ?               | ?               | -                  | -                  | -                  | -          | -          | -          | 25+    | 3+     |
| Totale Sparta Sarpsborg | Totale Sparta Sarpsborg | Totale Sparta Sarpsborg | 46         | 7          |                 | ?               | ?               |                    | -                  | -                  |            | -          | -          | 46+    | 7+     |
| 2008                    | Sarpsborg Sparta        | 1D                      | 29         | 1          | CN              | ?               | ?               | -                  | -                  | -                  | -          | -          | -          | 29+    | 1+     |
| 2009                    | Molde                   | ES                      | 26         | 4          | CN              | 5               | 2               | -                  | -                  | -                  | -          | -          | -          | 31     | 6      |
| 2010                    | Molde                   | ES                      | 18         | 2          | CN              | 1               | 0               | UEL                | 4                  | 0                  | -          | -          | -          | 23     | 2      |
| 2011                    | Molde                   | ES                      | 27         | 4          | CN              | 0               | 0               | -                  | -                  | -                  | -          | -          | -          | 27     | 4      |
| Totale Molde            | Totale Molde            | Totale Molde            | 71         | 10         |                 | 6               | 2               |                    | 4                  | 0                  |            | -          | -          | 81     | 12     |
| gen.-giu. 2012          | Karlsruhe               | 2L                      | 8+2        | 0          | CG              | -               | -               | -                  | -                  | -                  | -          | -          | -          | 10     | 0      |
| ago.-dic. 2012          | Viking                  | ES                      | 12         | 2          | CN              | -               | -               | -                  | -                  | -                  | -          | -          | -          | 12     | 2      |
| 2013                    | Viking                  | ES                      | 19         | 1          | CN              | 2               | 1               | -                  | -                  | -                  | -          | -          | -          | 21     | 2      |
| 2014                    | Viking                  | ES                      | 24         | 1          | CN              | 4               | 0               | -                  | -                  | -                  | -          | -          | -          | 28     | 1      |
| 2015                    | Viking                  | ES                      | 23         | 0          | CN              | 4               | 0               | -                  | -                  | -                  | -          | -          | -          | 27     | 0      |
| Totale Viking           | Totale Viking           | Totale Viking           | 78         | 4          |                 | 10              | 1               |                    | -                  | -                  |            | -          | -          | 88     | 5      |
| gen.-giu. 2016          | Şanlıurfaspor           | 1L                      | 12         | 0          | CT              | 2               | 0               | -                  | -                  | -                  | -          | -          | -          | 14     | 0      |
| 2017                    | Alta                    | 2D                      | 20         | 2          | CN              | 1               | 1               | -                  | -                  | -                  | -          | -          | -          | 21     | 3      |
| 2018                    | Vidar                   | 2D                      | 22         | 3          | CN              | 2               | 0               | -                  | -                  | -                  | -          | -          | -          | 24     | 3      |
| 2019                    | Hinna                   | 4D                      | 14         | 4          | CN              | 4               | 1               | -                  | -                  | -                  | -          | -          | -          | 18     | 5      |
| 2021                    | Træff                   | 3D                      | 6          | 1          | CN              | 1               | 0               | -                  | -                  | -                  | -          | -          | -          | 7      | 1      |
| 2022                    | Træff                   | 2D                      | 0          | 0          | CN              | 1               | 0               | -                  | -                  | -                  | -          | -          | -          | 1      | 0      |
| Totale Træff            | Totale Træff            | Totale Træff            | 6          | 1          |                 | 2               | 0               |                    | -                  | -                  |            | -          | -          | 8      | 1      |
| 2023                    | Molde 3                 | 5D                      | 10         | 0          | -               | -               | -               | -                  | -                  | -                  | -          | -          | -          | 10     | 0      |
| 2024                    | Malmefjorden            | 4D                      | 1          | 0          | CN              | 0               | 0               | -                  | -                  | -                  | -          | -          | -          | 1      | 0      |
| Totale                  | Totale                  | Totale                  | 317+2+     | 31+0+      |                 | 27+             | 5+              |                    | 4                  | 0                  |            | -          | -          | 350+   | 36+    |

### Cronologia presenze e reti in nazionale
| Cronologia completa delle presenze e delle reti in nazionale ― Senegal | Cronologia completa delle presenze e delle reti in nazionale ― Senegal | Cronologia completa delle presenze e delle reti in nazionale ― Senegal | Cronologia completa delle presenze e delle reti in nazionale ― Senegal | Cronologia completa delle presenze e delle reti in nazionale ― Senegal | Cronologia completa delle presenze e delle reti in nazionale ― Senegal | Cronologia completa delle presenze e delle reti in nazionale ― Senegal | Cronologia completa delle presenze e delle reti in nazionale ― Senegal |
| Data                                                                   | Città                                                                  | In casa                                                                | Risultato                                                              | Ospiti                                                                 | Competizione                                                           | Reti                                                                   | Note                                                                   |
| ---------------------------------------------------------------------- | ---------------------------------------------------------------------- | ---------------------------------------------------------------------- | ---------------------------------------------------------------------- | ---------------------------------------------------------------------- | ---------------------------------------------------------------------- | ---------------------------------------------------------------------- | ---------------------------------------------------------------------- |
| 23-5-2006                                                              | Seul                                                                   | Corea del Sud                                                          | 1 – 1                                                                  | Senegal                                                                | Amichevole                                                             | -                                                                      |                                                                        |
| 12-8-2009                                                              | Blois                                                                  | RD del Congo                                                           | 1 – 2                                                                  | Senegal                                                                | Amichevole                                                             | -                                                                      |                                                                        |
| 5-9-2009                                                               | São João da Venda                                                      | Angola                                                                 | 1 – 1                                                                  | Senegal                                                                | Amichevole                                                             | -                                                                      |                                                                        |
| 14-10-2009                                                             | Seul                                                                   | Corea del Sud                                                          | 2 – 0                                                                  | Senegal                                                                | Amichevole                                                             | -                                                                      |                                                                        |
| 3-3-2010                                                               | Il Pireo                                                               | Grecia                                                                 | 0 – 2                                                                  | Senegal                                                                | Amichevole                                                             | -                                                                      |                                                                        |
| 11-8-2010                                                              | Dakar                                                                  | Senegal                                                                | 2 – 0                                                                  | Capo Verde                                                             | Amichevole                                                             | -                                                                      |                                                                        |
| 17-11-2010                                                             | Saint-Gratien                                                          | Senegal                                                                | 2 – 1                                                                  | Gabon                                                                  | Amichevole                                                             | -                                                                      |                                                                        |
| 10-8-2011                                                              | Dakar                                                                  | Senegal                                                                | 0 – 2                                                                  | Marocco                                                                | Amichevole                                                             | -                                                                      |                                                                        |
| 11-11-2011                                                             | Mantes-la-Ville                                                        | Guinea                                                                 | 1 – 4                                                                  | Senegal                                                                | Amichevole                                                             | -                                                                      |                                                                        |
| 29-2-2012                                                              | Durban                                                                 | Sudafrica                                                              | 0 – 0                                                                  | Senegal                                                                | Amichevole                                                             | -                                                                      |                                                                        |
| 15-1-2013                                                              | La Serena                                                              | Cile                                                                   | 2 – 1                                                                  | Senegal                                                                | Amichevole                                                             | -                                                                      |                                                                        |
| Totale                                                                 |                                                                        | Presenze                                                               | 11                                                                     |                                                                        | Reti                                                                   | 0                                                                      |                                                                        |

## Palmarès

### Club

#### Competizioni nazionali
- Campionato norvegese: 1

Molde: 2011

### Individuale
- Premio Kniksen per il centrocampista dell'anno: 1

2009